# 伯纳德·富兰克林
伯纳德·沃利斯·富兰克林（英語：Bernard Wallis Franklin，1889年11月10日—1937年1月2日），英国男子竞技体操运动员。他曾获得1912年夏季奥运会体操比赛男子团体全能铜牌。他也参加了1920年夏季奥运会。